# Филлигер, Вальтер Аугустин
| Открытые астероиды: 1 | Открытые астероиды: 1 |
| --------------------- | --------------------- |
| (428) Монахия         | 18 ноября 1897        |

Вальтер Аугустин Филлигер (нем. Walther Augustin Villiger; 1872 — 1938) — немецкий астроном и первооткрыватель астероидов, который работал в обсерватории Bogenhausener Sternwarte. В ноябре 1897 года им был обнаружен астероид (428) Монахия. Он также принимал участие в наблюдениях за кометами.
Наиболее активно занимался астрономией в период с 1896 по 1907 год. В 1924 году, спустя год после открытия в Немецком музее первого в Мюнхене планетария, предложил новую улучшенную модель проектора Zeiss, ставшего известным как Mark II. Он был гораздо мощнее и рассчитан на работу в более крупных помещениях (до 23 метров).
В честь Филлигера назван астероид (1310) Филлигера, открытый 28 февраля 1932 года немецким астрономом Фридрихом Швассманом в Гамбургской обсерватории.